# ستيف غراي (ملحن)
ستيف غراي (بالإنجليزية: Steve Gray)‏ هو ملحن بريطاني، ولد في 18 أبريل 1944، وتوفي في 20 سبتمبر 2008.

## وصلات خارجية
- ستيف غراي على موقع IMDb (الإنجليزية)
- ستيف غراي على موقع ميوزك برينز (الإنجليزية)
- ستيف غراي على موقع أول ميوزيك (الإنجليزية)
- ستيف غراي على موقع ديسكوغز (الإنجليزية)
- ستيف غراي على موقع ديسكوغز (الإنجليزية)
- ستيف غراي على موقع قاعدة بيانات الفيلم (الإنجليزية)